# Centrolene acanthidiocephalum
"Centrolene" acanthidiocephalum
Espèce
Synonymes
- Centrolenella acanthidiocephala Ruiz-Carranza & Lynch, 1989

Statut de conservation UICN

 DD  : Données insuffisantes
"Centrolene" acanthidiocephalum est une espèce d'amphibiens de la famille des Centrolenidae. Depuis la redéfinition du genre Centrolene, il est évident que C. acanthidiocephalum n'appartient pas à ce genre mais aucun autre genre n'a pour l'instant été proposé de manière formelle.

## Répartition
Cette espèce est endémique du département de Santander en Colombie. Elle se rencontre entre 1 750 et 2 100 m d'altitude sur le versant Ouest de la cordillère Orientale.

## Publication originale
- Ruiz-Carranza & Lynch, 1989 : Una nueva especie de Centrolenella Noble, 1920 (Amphibia: Anura: Centrolenidae) de la Cordillera Oriental de Colombia. Trianea, vol. 3, p. 67-75.